# Betty Abah
Betty Abah (Otukpo, 6 de marzo de 1974) es una periodista, autora y activista por los derechos de las mujeres y los niños  nigeriana. Es la fundadora y directora ejecutiva de CEE HOPE, una organización sin fines de lucro para el desarrollo y los derechos de las niñas con sede en el estado de Lagos.

## Trayectoria
Abah nació en Otukpo, Estado de Benue, que se encuentra en la región del Cinturón Medio de Nigeria. Obtuvo una primera licenciatura en filología inglesa de la Universidad de Calabar en 1999 y una maestría en literatura inglesa de la Universidad de Lagos en 2012.
Trabajó por primera vez con The Voice Newspaper en Makurdi, Estado de Benue, y luego con Newswatch y Tell Magazine, antes de pasar a trabajar con Rocky Mountain News, en Denver en los Estados Unidos, como becaria de Alfred Friendly Press Fellowships. Es autora de Sonido de cadenas rotas, Ve y dile a nuestro rey y Madre de multitudes. Trabajó con Environmental Rights Action; Amigos de la Tierra Nigeria antes de establecer CEE-HOPE en diciembre de 2013.

## Activismo
Abah ha participado en protestas en varios casos de violaciones de derechos humanos. Algunos de ellos incluyen campañas por la liberación de las niñas de Chibok secuestradas por el terrorista Boko Haram en el noreste de Nigeria, campañas por los derechos medioambientales de las mujeres del  Delta del Níger, el caso de la tortura de tres mujeres en Ejigbo, Lagos, por miembros de un vigilante grupo, el caso del secuestro de Ese Oruru entre otros. En 2019, en el evento del Día de la Higiene Menstrual celebrado en Lagos, Abah abogó por la distribución gratuita de toallas sanitarias a mujeres y niñas, argumentando que dado que el gobierno ofrece condones gratuitos para las relaciones sexuales, las toallas sanitarias también deberían estar disponibles para las mujeres y niñas necesitadas.
En una entrevista con el Daily Post en 2015, opinó que "la saga de las niñas de Chibok revela de manera tan evidente la pérdida progresiva de nuestra humanidad como nación y las muchas vidas cuyos problemas se han politizado. La saga de las niñas de Chibok sigue siendo una historia atemporal". una acusación contra nuestro gobierno, por su completa apatía hacia el bienestar, los derechos o la seguridad de los niños y un puñalada a la dignidad de nuestras mujeres (al igual que la sorprendente respuesta al brutal asesinato de niños inocentes en la escuela Buni Yadi y la fiesta de baile que los aseguró)".

## Reconocimientos[8][9][10]
| Año  | Clase                                     | Categoría             | Organismo adjudicador                                                                       |
| ---- | ----------------------------------------- | --------------------- | ------------------------------------------------------------------------------------------- |
| 2001 | Honores estatales                         | Servicio comunitario  | Cuerpo Nacional de Servicio Juvenil Nigeria                                                 |
| 2003 | Reportero del año                         | Periodismo            | Premios al Mérito de los Medios Nacionales Nigeria                                          |
| 2006 | Beca                                      | Pasantías             | Becas Alfred Friendly Press, EE. UU.                                                        |
| 2006 | Beca                                      | Periodismo            | Beca Knight de Periodismo y Prensa, EE. UU.                                                 |
| 2006 | Beca                                      | Periodismo            | Beca Kaiser Family sobre VIH/SIDA, EE. UU.                                                  |
| 2008 | Reportero del año amigable para los niños | Periodismo            | Excelencia en los medios.                                                                   |
| 2010 | Participación                             | Programa de Liderazgo | Programa de Liderazgo Global para el Control del Tabaco, Universidad Johns Hopkins, EE. UU. |
| 2012 | Mención honorífica                        | Premio de poesía      | Asociación de autores nigerianos.                                                           |
| 2014 | Mención honorífica                        | Periodismo            | Premio Wole Soyinka al periodismo de investigación.                                         |
| 2016 | Periodista impreso del año                | Periodismo            | Premio al Mérito de los Medios de Nigeria.                                                  |
| 2019 | Beca visitante                            | Derechos humanos      | Beca para defensores de los derechos humanos, Universidad de York, Inglaterra.              |